# Castell de Guanta
El Castell de Guanta és un castell medieval del municipi de Sentmenat (Vallès Occidental) declarat bé cultural d'interès nacional. És una fortalesa documentada el 1113 en un document expedit per la família Montcada.

## Descripció
Actualment el castell està en ruïnes, i és pràcticament impossible determinar quina hauria estat la seva extensió. Només se'n conserven dos murs paral·lels, amb restes d'un mur transversal que els unia. L'orientació dels murs és est-oest i estan separats per uns 4 m. Presenten un aparell format per pedres lligades amb morter de calç disposades en filades irregulars.